# Пернілле Хардер
Пернілле Хардер (дан. Pernille Mosegaard Harder нар. 15 листопада 1992) — данська професійна футболістка, яка грає на позиції нападниці й атакувальної півзахисниці німецького клубу жіночої Бундеслігі «Баварія» (Мюнхен) та національної збірної Данії.

## Життєпис
У вересні 2020 року після переходу з «Вольфсбург» до «Челсі» Пернілле Хардер 
стала найдорожчою футболісткою світу, але цей рекорд був побитий у вересні 2022 року Кірою Уолш, коли та підписала контракт з «Барселоною».
Хардер вважається однією з найкращих футболісток світу.
У 2018 році Пернілле Хардер була номенантом на «Золотий м'яч» (фр. Ballon d'Or féminin), але посіла друге місце та програла боротьбу за цю нагороду Аді Геґерберґ. У 2018 і 2020 роках Хардер виграла нагороду УЄФА «Гравець року серед жінок». 
За рахунок своєї високої реалізації Пернілле Хардер входить в список з десяти кращих бомбардирок за всю історію Ліги чемпіонів УЄФА.
З травня 2014 року Хардер перебуває у стосунках із  одноклубницею по «Баварії»  шведською футболісткою Магдаленою Ерікссон.

## Досягнення
«Лінчепінг»
- Чемпіонка Швеції (1): 2016
- Володарка Кубка Швеції (2): 2014, 2015

«Вольфсбург»
- Чемпіонка Німеччини (4): 2016/17, 2017/18, 2018/19, 2019/20
- Володарка Кубка Німеччини (4): 2016/17, 2017/18, 2018/19, 2019/20
- Фіналістка Ліги чемпіонів УЄФА (2): 2017/18, 2019/20

«Челсі»
- Чемпіонка Англії (3): 2020/21, 2021/2022, 2022/23
- Володарка Кубка Англії (3): 2020/21, 2021/22, 2022/23]
- Володарка Кубка ліги Англії (1): 2020/21
- Фіналістка Ліги чемпіонів УЄФА (1): 2020/21

«Баварія»
- Чемпіонка Німеччини (1): 2023/24
- Володарка Кубка Німеччини (1): 2023/24